# Gouvernement Dimitriev I
Pour les articles homonymes, voir Gouvernement Dimitriev.
République de Macédoine
Gruevski IV Dimitriev II
Le gouvernement Dimitriev I (en macédonien : Прва влада на Димитриев) est le gouvernement de la république de Macédoine dirigé par Emil Dimitriev entre le 19 janvier et le 2 septembre 2016, durant la huitième législature de l'Assemblée.

## Coalition et historique
Dirigé par le nouveau président du gouvernement libéral-conservateur Emil Dimitriev, ce gouvernement est initialement constitué et soutenu par une coalition d'union nationale entre l'Organisation révolutionnaire macédonienne intérieure - Parti démocratique pour l'Unité nationale macédonienne (VRMO-DPMNE), l'Union social-démocrate de Macédoine (SDSM) et l'Union démocratique pour l'intégration (BDI/DUI). Ensemble, ils disposent de 114 députés sur 123, soit 92,7 % des sièges de l'Assemblée.
Il est formé à la suite de la démission de Nikola Gruevski, au pouvoir depuis août 2006.
Il succède donc au gouvernement Gruevski IV, constitué et soutenu par une coalition identique.
En mai 2015, des manifestations ont lieu à Skopje à la suite de révélations selon lesquelles Gruevski aurait fait mettre sur écoute des personnalités par les services secrets. Un accord conclu entre VMRO-DPMNE et la SDSM prévoit la tenue d'élections législatives anticipées en avril 2016, précédées de la formation d'un cabinet transitoire dont la direction ne reviendra pas au chef de l'exécutif. Dimitriev, secrétaire général du parti au pouvoir, est donc choisi pour succéder temporairement à Gruevski.
Cependant, à la suite de l'annonce du boycott des élections par les sociaux-démocrates, le scrutin est reporté au 5 juin 2016, puis carrément annulé sans nouvelle date. Le 18 mai 2016, les deux ministres issus de la SDSM sont relevés de leurs fonctions.
À la suite d'un nouvel accord entre les principales forces politiques du pays, Dimitriev forme un second cabinet le 2 septembre 2016 dans lequel les deux anciens ministres de la SDSM sont réintégrés.

## Composition

### Initiale (19 janvier 2016)
- Les nouveaux ministres sont indiqués en gras, ceux ayant changé d'attributions en italique.

| Portefeuille                                                               | Titulaire | Titulaire                  | Parti      |
| -------------------------------------------------------------------------- | --------- | -------------------------- | ---------- |
| Président du gouvernement                                                  |           | Emil Dimitriev             | VMRO-DPMNE |
| Vice-président du gouvernement Ministre des Finances                       |           | Zoran Stavreski            | VMRO-DPMNE |
| Vice-président du gouvernement Chargé de l'Application des accords d'Ohrid |           | Festim Halili              | BDI/DUI    |
| Vice-président du gouvernement Chargé des Affaires économiques             |           | Vladimir Peshevski         | VMRO-DPMNE |
| Vice-président du gouvernement Chargé de l'Intégration européenne          |           | Arbr Ademi                 | BDI/DUI    |
| Ministre des Affaires étrangères                                           |           | Nikola Poposki             | VMRO-DPMNE |
| Ministre de la Défense                                                     |           | Zoran Jolevski             | VMRO-DPMNE |
| Ministre de l'Intérieur                                                    |           | Oliver Spasovski           | SDSM       |
| Ministre de la Justice                                                     |           | Valdet Dzaferi             | BDI/DUI    |
| Ministre des Transports et des Communications                              |           | Vlado Missajlovski         | VMRO-DPMNE |
| Ministre de l'Économie                                                     |           | Driton Kuchi               | BDI/DUI    |
| Ministre de l'Agriculture, des Forêts et des Eaux                          |           | Mihail Cvetkov             | VMRO-DPMNE |
| Ministre de la Santé                                                       |           | Nikola Todorov             | VMRO-DPMNE |
| Ministre de l'Éducation et de la Science                                   |           | Pishtar Lutfiu             | BDI/DUI    |
| Ministre de la Société de l'information et de l'Administration             |           | Marta Tomovska-Arsovska    | VMRO-DPMNE |
| Ministre des Affaires locales                                              |           | Shiret Elezi               | BDI/DUI    |
| Ministre de la Culture                                                     |           | Elizabeta Kačevska Mileska | VMRO-DPMNE |
| Ministre du Travail et de la Politique sociale                             |           | Frosina Remenski           | SDSM       |
| Ministre de l'Environnement et de l'Aménagement du territoire              |           | Baskhim Ameti              | BDI/DUI    |

### Remaniement du18 mai 2016
- Les nouveaux ministres sont indiqués en gras, ceux ayant changé d'attributions en italique.

| Portefeuille                                                               | Titulaire | Titulaire                  | Parti      |
| -------------------------------------------------------------------------- | --------- | -------------------------- | ---------- |
| Président du gouvernement                                                  |           | Emil Dimitriev             | VMRO-DPMNE |
| Vice-président du gouvernement Ministre des Finances                       |           | Zoran Stavreski            | VMRO-DPMNE |
| Vice-président du gouvernement Chargé de l'Application des accords d'Ohrid |           | Festim Halili              | BDI/DUI    |
| Vice-président du gouvernement Chargé des Affaires économiques             |           | Vladimir Peshevski         | VMRO-DPMNE |
| Vice-président du gouvernement Chargé de l'Intégration européenne          |           | Arbr Ademi                 | BDI/DUI    |
| Ministre des Affaires étrangères                                           |           | Nikola Poposki             | VMRO-DPMNE |
| Ministre de la Défense                                                     |           | Zoran Jolevski             | VMRO-DPMNE |
| Ministre de l'Intérieur                                                    |           | Mitko Čavkov               | VMRO-DPMNE |
| Ministre de la Justice                                                     |           | Valdet Dzaferi             | BDI/DUI    |
| Ministre des Transports et des Communications                              |           | Vlado Missajlovski         | VMRO-DPMNE |
| Ministre de l'Économie                                                     |           | Driton Kuchi               | BDI/DUI    |
| Ministre de l'Agriculture, des Forêts et des Eaux                          |           | Mihail Cvetkov             | VMRO-DPMNE |
| Ministre de la Santé                                                       |           | Nikola Todorov             | VMRO-DPMNE |
| Ministre de l'Éducation et de la Science                                   |           | Pishtar Lutfiu             | BDI/DUI    |
| Ministre de la Société de l'information et de l'Administration             |           | Marta Tomovska-Arsovska    | VMRO-DPMNE |
| Ministre des Affaires locales                                              |           | Shiret Elezi               | BDI/DUI    |
| Ministre de la Culture                                                     |           | Elizabeta Kačevska Mileska | VMRO-DPMNE |
| Ministre du Travail et de la Politique sociale                             |           | Dime Spassov               | VMRO-DPMNE |
| Ministre de l'Environnement et de l'Aménagement du territoire              |           | Baskhim Ameti              | BDI/DUI    |